# Религия на Филиппинах
Филиппины — одна из немногих стран Азии, в которой преобладают христиане. Религиозные меньшинства представлены буддистами и мусульманами.

## Христианство

### Католическая церковь

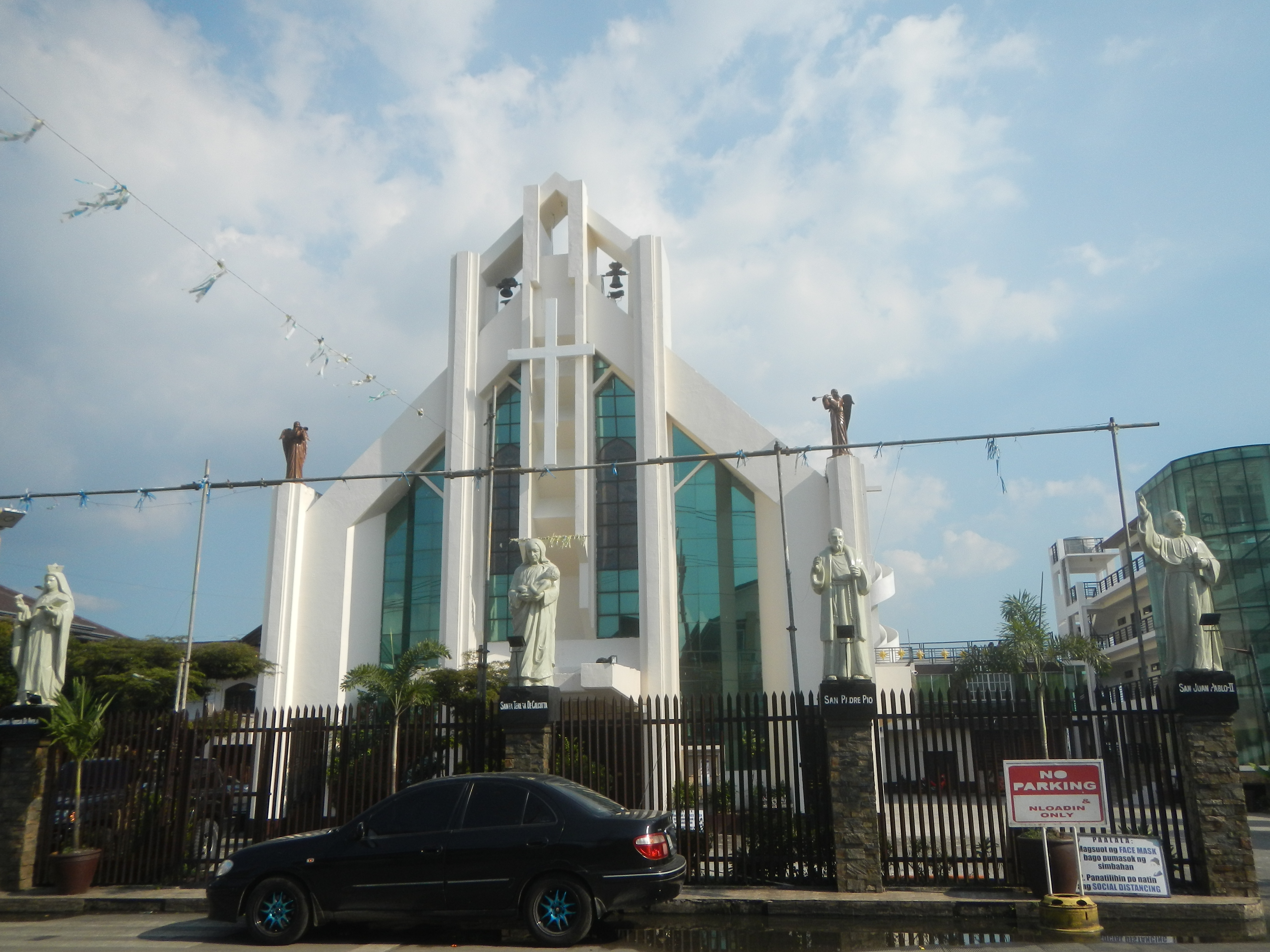
Римско-католическая церковь в провинции Булакан

Основная масса христиан являются католиками. Это связано с тем, что страну открыли и колонизовали испанцы в эпоху Контрреформации. До этого на Филиппинах жили племена язычников, поэтому христианство позволило им консолидироваться. Самые древние католические храмы здесь датируются с XVI веком. Одной из особенностей филиппинского католицизма является тот факт, что некоторые особенно ревностные верующие в Страстную Пятницу занимаются самобичеванием и позволяют распинать себя на крестах.

### Протестантизм
Число протестантов в стране неуклонно растёт. Крупнейшей протестантской деноминацией является Объединённая Церковь Христа на Филиппинах, объединившая в 1929 году методистов, пресвитериан, конгрегационалистов, объединённых братьев, сторонников Христианского и Миссионерского Альянса и часть баптистов. В настоящий момент включает 1,5 млн верующих.
Баптизм был занесен на Филиппины американскими миссионерами в 1898 году и сейчас эта конфессия насчитывает 350 тыс. верующих.
Пятидесятническое движение представлено Ассамблеями Бога, Церковью Бога, Церковью Четырёхстороннего Евангелия, Церковью Каждая Нация, Церковью «Иисус Господь», Объединённой пятидесятнической Церковью, Вселенской Церковью Царства Божия и др.
Активной миссионерской деятельностью занимаются Свидетели Иеговы.

### Аглипаянцы
Независимая Филиппинская Церковь была основана Грегорио Аглипаем, католическим священником и борцом за независимость Филиппин, в 1902 году как католическая национальная филиппинская церковь. Появление её было вызвано происпанской позицией католического церковного руководства во время войны Филиппин за независимость от Испании. В свою очередь, католическая церковь лишила Г. Аглипая в 1899 году сана священника.
Независимая Филиппинская церковь не признаёт над собой верховной власти Ватикана, во главе её стоит митрополит. Она также отрицает целибат и некоторое время ставила под сомнение святость Троицы, но в 1947 году аглипаянцы (церковь называется по имени своего основателя) официально провозгласили, что признают догму о Троице. В число святых Независимой Филиппинской церкви принято много борцов и мучеников освободительной войны, павших в боях с испанцами и американцами.
В настоящее время церковь насчитывает в своих рядах около 4 миллионов верующих. Кроме Филиппин, общины аглипаянцев существуют также в США и в Канаде. Независимая Филиппинская церковь поддерживает тесные связи с Англиканской церковью и старокатолическими церквями.

### Православная церковь
Православие на Филиппинах представлено церковными структурами Константинопольского, Антиохийского и Московского патриархатов. Миссия среди филиппинцев действует с 1990 года. Большая часть православных проживает на острове Минданао и является бывшими аглипаянцами.

## Ислам
Мусульманское меньшинство (5 % населения) преимущественно живёт на юге страны. Отношения христианской и мусульманской общин напряжённые, присутствует конкуренция за умы верующих, а среди мусульман растет число желающих вернуть себе некогда утраченную государственность. (Автономный регион в Мусульманском Минданао). Ислам был завезен на Филиппины ещё в 1210 году арабскими купцами и получил распространение преимущественно на острове Минданао, где к XV веку появились два султаната.